# Зито, Висенте
Висенте Антонио Зито (исп. Vicente Antonio Zito; 25 ноября 1912, Кильмес — 26 июля 1989, Вильде) или Висенте Сито — аргентинский футболист, нападающий.

## Карьера
Висенте Зито начал карьеру в клубе «Спортиво Альсина». В возрасте 16 лет он перешёл в клуб «Кильмес». С 1931 года форвард стал выступать за основной состав команды. Там же он придумал стиль дриблинга, который был назван «ньоки» (исп. ñoqui), и который состоял из движений ногами, схожими с движениями руками при вышивке. За это изобретение Зито получил своё прозвище — «вышивальщик». За «Кильмес» Зито играл на протяжении трёх сезонов. Весной 1933 года футболист перешёл в клуб «Расинг». 23 апреля того же года он дебютировал в составе команды в матче с «Ураканом» (4:0). 7 мая он забил первый мяч за клуб, поразив ворота «Платенсе» (2:3). В 1933 году Зито помог команде выиграть Кубка Компетенсия Примера Дивисьон. За «Расинг» Висенте выступал на протяжении 9 сезонов, являясь одним из лидеров команды. Особенно удачно футболист действовал с другим лидером нападения «Расенга», Энрике Гарсией, пришедшим в клуб в 1936 году. В 1942 году Висенте был арендован «Атлантой». 19 апреля нападающий впервые сыграл за команду в матче с «Химнасией и Эсгримой» (3:4). Затем он возвратился в «Расинг» и вначале 1944 года окончательно покинул клуб. Последнюю встречу в составе команды Зито провёл 16 апреля с «Платенсе» (1:2). А всего за «Расинг» он сыграл в 208 матчах и забил 73 гола, по другим данным 221 матч и 77 голов. Весной 1944 года Зито во второй раз стал игроком «Атланты». Он сыграл в сезоне в 23 встречах и забил 10 голов, уступив это показателю лишь другому нападающему — Лусиано Аньолину. В 1945 году Зито получил тяжёлую травму, которая привела к операции по удалению мениска. Он ещё два сезона находился в «Атланте», но там не проводил и пяти встреч за год. Одновременно Висенте выполнял роль играющего тренера. В 1948 году Зито перешёл в «Архентино де Кильмес», сыграв за клуб лишь один матч. После этого нападающий завершил игровую карьеру. 
После завершения игровой карьеры Зито поселился на улице Андрес Баранда. Он скончался в 1989 году в городе Вильде.

## Статистика

### Клубная
| Сезон | Клуб                   | Лига    | Чемпионат | Чемпионат |
| Сезон | Клуб                   | Лига    | Игры      | Голы      |
| ----- | ---------------------- | ------- | --------- | --------- |
| 1931  | Кильмес                | Примера | 32        | 4         |
| 1932  | Кильмес                | Примера | 34        | 13        |
| 1933  | Кильмес                | Примера | 3         | 0         |
| 1933  | Расинг (Авельянеда)    | Примера | 25        | 9         |
| 1934  | Расинг (Авельянеда)    | Примера | 27        | 6         |
| 1935  | Расинг (Авельянеда)    | Примера | 26        | 10        |
| 1936  | Расинг (Авельянеда)    | Примера | 13        | 5         |
| 1937  | Расинг (Авельянеда)    | Примера | 30        | 9         |
| 1938  | Расинг (Авельянеда)    | Примера | 26        | 16        |
| 1939  | Расинг (Авельянеда)    | Примера | 16        | 5         |
| 1940  | Расинг (Авельянеда)    | Примера | 15        | 3         |
| 1941  | Расинг (Авельянеда)    | Примера | 6         | 2         |
| 1942  | Атланта (Буэнос-Айрес) | Примера | 16        | 3         |
| 1943  | Расинг (Авельянеда)    | Примера | 6         | 0         |
| 1944  | Расинг (Авельянеда)    | Примера | 1         | 0         |
| 1944  | Атланта (Буэнос-Айрес) | Примера | 23        | 10        |
| 1945  | Атланта (Буэнос-Айрес) | Примера | 3         | 1         |
| 1946  | Атланта (Буэнос-Айрес) | Примера | 4         | 0         |
| 1947  | Атланта (Буэнос-Айрес) | Примера | 2         | 0         |
| 1948  | Архентино де Кильмес   | Сегунда | 1         | 0         |

### Международная
| Матчи Висенте Зито за сборную Аргентины | Матчи Висенте Зито за сборную Аргентины | Матчи Висенте Зито за сборную Аргентины | Матчи Висенте Зито за сборную Аргентины | Матчи Висенте Зито за сборную Аргентины | Матчи Висенте Зито за сборную Аргентины | Матчи Висенте Зито за сборную Аргентины |
| --------------------------------------- | --------------------------------------- | --------------------------------------- | --------------------------------------- | --------------------------------------- | --------------------------------------- | --------------------------------------- |
| №                                       | Дата                                    | Место проведения                        | Оппонент                                | Счёт                                    | Голы                                    | Турнир                                  |
| 1                                       | 21 января 1933                          | Монтевидео                              | Уругвай                                 | 1:2                                     | —                                       | Товарищеский матч                       |
| 2                                       | 14 декабря 1933                         | Монтевидео                              | Уругвай                                 | 1:0                                     | —                                       | Товарищеский матч                       |
| 3                                       | 6 января 1935                           | Лима                                    | Чили                                    | 4:1                                     | —                                       | Чемпионат Южной Америки                 |
| 4                                       | 27 января 1935                          | Лима                                    | Уругвай                                 | 0:3                                     | —                                       | Чемпионат Южной Америки                 |

## Достижения
- Обладатель Кубка Компетенсия Примера Дивисьон: 1933